# Montagu Erskine, 6. Baron Erskine
Montagu Erskine, 6. Baron Erskine (* 13. April 1865 in London; † 9. Februar 1957), war ein britischer Peer und Politiker.

## Leben
Er war der älteste Sohn des William Macnaghten Erskine, 5. Baron Erskine, aus dessen Ehe mit Caroline Alice Martha Grimble. Er besuchte das Eton College.
Beim Tod seines Vaters im Jahr 1913 erbte er dessen Adelstitel als Baron Erskine und den damit verbundenen Sitz im House of Lords. Im Hansard sind zwischen 1917 und 1934 siebzehn Parlamentsreden von ihm verzeichnet.
Während des Ersten Weltkriegs erhielt er 1915 den Dienstposten eines Lieutenant Commander der Freiwilligenreserve der Royal Navy (Royal Naval Volunteer Reserve).

## Ehe und Nachkommen
Am 16. Januar 1895 heiratete er Florence Flower († 1936), vierte Tochter des Edgar Flower, Gutsherr von The Hill bei Stratford-upon-Avon in Warwickshire und Middlehill Park bei Broadway in Worcestershire. Mit ihr hatte er eine Tochter und zwei Söhne:
- Hon. Victoria Esmée Erskine (* 1897) ⚭ 1932 Harry Aitken Hewat († 1970), Air Commodore der Royal Air Force;
- Donald Cardross Flower, 7. Baron Erskine (1899–1984), ab 1960 auch 16. Earl of Buchan, ⚭ 1927 Christina Baxendale († 1994);
- Hon. Richard Alastair Erskine (1901–1987) ⚭ 1933 Patricia Norbury († 1989).